# Edvard Beneš
Edvard Benes (phát âm tiếng Séc: [ɛdvard bɛnɛʃ] (nghe); 28 tháng 5 năm 1884 - 03 tháng 9 năm 1948) là một chính trị gia Séc người từng là Tổng thống của Tiệp Khắc hai lần, 1935-1938 và 1945-1948. Ông cũng là Bộ trưởng Bộ Ngoại giao (1918-1935), Thủ tướng Chính phủ Tiệp Khắc (1921-1922) và Chủ tịch Tiệp Khắc năm lưu vong (1939-1945). Một thành viên của Đảng Xã hội Dân tộc Tiệp Khắc, ông được biết đến như một nhà ngoại giao giỏi.

## Thời trẻ và học hành
Edvard Benes sinh ra trong một gia đình nông dân vào ngày 28 tháng 5 năm 1884 , tại thị trấn nhỏ Kožlany, Bohemia, trong Đế quốc Áo-Hungary, con trai của Anna Petronila Benesova và Matěj Benes. Anh trai của ông là nhà chính trị Tiệp Khắc Vojta Benes. cháu trai của ông Bohuš Benes, một nhà ngoại giao và con trai của anh trai Václav, là cha của Emilie Benes Brzezinski và Václav E. Benes, một nhà toán học người Mỹ gốc Séc.